# Puttigny
Puttigny – miejscowość i gmina we Francji, w regionie Grand Est, w departamencie Mozela.
Według danych na rok 1990 gminę zamieszkiwało 99 osób, a gęstość zaludnienia wynosiła 13 osób/km² (wśród 2335 gmin Lotaryngii Puttigny plasuje się na 946. miejscu pod względem liczby ludności, natomiast pod względem powierzchni na miejscu 779.).